# 細谷真大
細谷 真大（ほそや まお、2001年9月7日 - ）は、茨城県牛久市出身のプロサッカー選手。Jリーグ・柏レイソル所属。ポジションはフォワード（センターフォワード）。日本代表。

## 来歴

### クラブ
柏レイソルのアカデミー出身。柏レイソルU-18所属時の2019年3月、トップチームに2種登録され、同月30日のJ2リーグ第6節・東京ヴェルディ戦で途中出場し、Jリーグデビューした。2019年7月3日の天皇杯いわてグルージャ盛岡戦でトップチームでの初得点を記録。
2020年よりレイソルのトップチームに昇格。8月12日のルヴァンカップ第3節・大分トリニータ戦で1得点、1アシストの活躍をした。
2021年7月3日の第21節・横浜F・マリノス戦でJリーグ初ゴールを決めた。
2022年は開幕スタメンを勝ち取ると、J1第2節・横浜F・マリノス戦でシーズン初ゴールを決めると得点とアシストを重ねシーズン8得点、4アシストを記録し、酒井宏樹（2011年）、中山雄太（2017年）に続くクラブ3人目のベストヤングプレーヤー賞を受賞した。
2023年はマテウス・サヴィオとのホットラインを形成し得点ランキング5位の14ゴールを記録。2023Jリーグ優秀選手賞を受賞し、飛躍のシーズンとなった。
2024年は前年以上の活躍が期待されたが、2024年4月のU23アジアカップまで無得点、リーグ戦初ゴールは5月15日のJ1第14節・湘南ベルマーレ戦と大きく後れを取り、最終的に前年の半分以下の6ゴールでシーズンを終えた。

### 代表
2022年7月13日、EAFF E-1サッカー選手権2022に出場する日本代表に初めて選出された。
2023年11月18日のU-22アルゼンチン代表との国際親善試合に向けたU-22日本代表メンバーに招集されたが、2026 FIFAワールドカップ・アジア2次予選に臨む日本代表に、怪我のため辞退した古橋亨梧の代替選手として繰り上がりで追加招集された。
2023年11月21日、ジッダでの2026 FIFAワールドカップ・アジア2次予選第2戦シリア戦で途中出場し、後半37分に代表初ゴールを記録した。
2024年1月1日、AFCアジアカップ2023に臨む日本代表に選出された。GS第1戦のベトナム戦で先発出場したがゴールはなく、準々決勝のイラン戦で途中出場したがチームは敗れた。
2024年にはAFC U23アジアカップ2024にU-23代表として選出され、先発出場し優勝、パリオリンピックの出場権を獲得した。
オリンピックでも先発出場し、グループステージ3戦目では得点も決め勝利に貢献したが、決勝トーナメント1回戦で敗退した。
2024年8月29日、2026 FIFAワールドカップ・アジア3次予選に臨む日本代表メンバーに招集された。なおMF/FW登録16名の中で唯一、海外チーム所属選手以外から選出された。

## 所属クラブ
- 柏レイソルアライアンスアカデミーTOR'82（牛久市立神谷小学校）
- 柏レイソルU-15（牛久市立牛久第一中学校）
- 柏レイソルU-18（日本体育大学柏高等学校）
  - 2019年3月 - 同年12月 柏レイソル（2種登録選手）
- 2020年 - 柏レイソル

## 個人成績
| 国内大会個人成績 | 国内大会個人成績 | 国内大会個人成績 | 国内大会個人成績 | 国内大会個人成績 | 国内大会個人成績 | 国内大会個人成績 | 国内大会個人成績 | 国内大会個人成績 | 国内大会個人成績 | 国内大会個人成績 | 国内大会個人成績 |
| 年度             | クラブ           | 背番号           | リーグ           | リーグ戦         | リーグ戦         | リーグ杯         | リーグ杯         | オープン杯       | オープン杯       | 期間通算         | 期間通算         |
| 年度             | クラブ           | 背番号           | リーグ           | 出場             | 得点             | 出場             | 得点             | 出場             | 得点             | 出場             | 得点             |
| 日本             | 日本             | 日本             | 日本             | リーグ戦         | リーグ戦         | リーグ杯         | リーグ杯         | 天皇杯           | 天皇杯           | 期間通算         | 期間通算         |
| ---------------- | ---------------- | ---------------- | ---------------- | ---------------- | ---------------- | ---------------- | ---------------- | ---------------- | ---------------- | ---------------- | ---------------- |
| 2019             | 柏               | 39               | J2               | 6                | 0                | 1                | 0                | 1                | 1                | 8                | 1                |
| 2020             | 柏               | 35               | J1               | 2                | 0                | 2                | 1                | -                | -                | 4                | 1                |
| 2021             | 柏               | 35               | J1               | 28               | 3                | 5                | 0                | 2                | 0                | 35               | 3                |
| 2022             | 柏               | 19               | J1               | 33               | 8                | 0                | 0                | 1                | 0                | 34               | 8                |
| 2023             | 柏               | 19               | J1               | 34               | 14               | 5                | 2                | 5                | 1                | 44               | 17               |
| 2024             | 柏               | 19               | J1               | 32               | 6                | 0                | 0                | 2                | 1                | 34               | 7                |
| 2025             | 柏               | 9                | J1               |                  |                  |                  |                  |                  |                  |                  |                  |
| 通算             | 日本             | 日本             | J1               | 129              | 31               | 12               | 3                | 10               | 2                | 151              | 36               |
| 通算             | 日本             | 日本             | J2               | 6                | 0                | 1                | 0                | 1                | 1                | 8                | 1                |
| 総通算           | 総通算           | 総通算           | 総通算           | 135              | 31               | 13               | 3                | 11               | 3                | 159              | 37               |

- 2019年は2種登録選手

出場歴
- Jリーグ初出場 - 2019年3月30日 J2第6節・東京ヴェルディ戦（味の素スタジアム）
- 公式戦初得点 - 2019年7月3日 天皇杯2回戦・いわてグルージャ盛岡戦（三協フロンテア柏スタジアム）
- Jリーグ初得点 - 2021年7月3日 J1第21節・横浜F・マリノス戦（三協フロンテア柏スタジアム）

## タイトル

### 代表
U-21日本代表
- ドバイカップU-23（2022年）

U-23日本代表
- AFC U23アジアカップ（2024年）

日本代表
- EAFF E-1サッカー選手権（2022年、2025年）

### 個人
- J1リーグ・ベストヤングプレーヤー賞（2022年）
- JPFAアワード（J1）・ベストイレブン：1回（2023年）

## 代表歴

### 出場大会
- U-21日本代表
  - ドバイカップU-23（2022年）
  - AFC U23アジアカップ2022 (予選)（2021年）
  - AFC U23アジアカップ2022（2022年）
  - 欧州遠征（2022年）
- U-22日本代表
  - AFC U23アジアカップ2024 (予選)（2023年）
- U-23日本代表
  - AFC U23アジアカップ2024（2024年）
  - パリオリンピック2024（2024年）[18]
- 日本代表
  - EAFF E-1サッカー選手権（2022年、2025年）
  - 2026 FIFAワールドカップ・アジア2次予選（2023年）
  - AFCアジアカップ2023（2024年）
  - 2026 FIFAワールドカップ・アジア3次予選（2025年）

### 試合数
- 国際Aマッチ 9試合 3得点（2022年 - ）

| 日本代表 | 国際Aマッチ | 国際Aマッチ |
| 年       | 出場        | 得点        |
| -------- | ----------- | ----------- |
| 2022     | 1           | 0           |
| 2023     | 2           | 1           |
| 2024     | 3           | 0           |
| 2025     | 3           | 2           |
| 通算     | 9           | 3           |

### 出場
| No. | 開催日         | 開催都市   | スタジアム                                             | 対戦国       | 結果 | 監督   | 大会                                   |
| --- | -------------- | ---------- | ------------------------------------------------------ | ------------ | ---- | ------ | -------------------------------------- |
| 1.  | 2022年7月24日  | 豊田       | 豊田スタジアム                                         | 中国         | △0-0 | 森保一 | EAFF E-1サッカー選手権2022             |
| 2.  | 2023年11月16日 | 吹田       | パナソニックスタジアム吹田                             | ミャンマー   | ○5-0 | 森保一 | 2026 FIFAワールドカップ・アジア2次予選 |
| 3.  | 2023年11月21日 | ジッダ     | プリンス・アブドゥッラー・アル・ファイサル・スタジアム | シリア       | ○5-0 | 森保一 | 2026 FIFAワールドカップ・アジア2次予選 |
| 4.  | 2024年1月1日   | 新宿       | 国立競技場                                             | タイ         | ○5-0 | 森保一 | TOYO TIRES CUP 2024                    |
| 5.  | 2024年1月14日  | ドーハ     | アル・トゥマーマ・スタジアム                           | ベトナム     | ○4-2 | 森保一 | AFCアジアカップ2023                    |
| 6.  | 2024年2月3日   | ライヤーン | エデュケーション・シティ・スタジアム                   | イラン       | ●1-2 | 森保一 | AFCアジアカップ2023                    |
| 7.  | 2025年6月10日  | 吹田       | パナソニックスタジアム吹田                             | インドネシア | ○6-0 | 森保一 | 2026 FIFAワールドカップ・アジア3次予選 |
| 8.  | 2025年7月12日  | 龍仁       | 龍仁ミルスタジアム                                     | 中国         | ○2-0 | 森保一 | EAFF E-1サッカー選手権2025             |
| 9.  | 2025年7月15日  | 龍仁       | 龍仁ミルスタジアム                                     | 韓国         | ○1-0 | 森保一 | EAFF E-1サッカー選手権2025             |

### ゴール
| No. | 開催日         | 開催都市 | スタジアム                                             | 対戦国       | 結果 | 大会                                   |
| --- | -------------- | -------- | ------------------------------------------------------ | ------------ | ---- | -------------------------------------- |
| 1.  | 2023年11月21日 | ジッダ   | プリンス・アブドゥッラー・アル・ファイサル・スタジアム | シリア       | ○5-0 | 2026 FIFAワールドカップ・アジア2次予選 |
| 2.  | 2025年6月10日  | 吹田     | パナソニックスタジアム吹田                             | インドネシア | ○6-0 | 2026 FIFAワールドカップ・アジア3次予選 |
| 3.  | 2025年7月12日  | 龍仁     | 龍仁ミルスタジアム                                     | 中国         | ○2-0 | EAFF E-1サッカー選手権2025             |